# Domenico Fioravanti
Domenico Fioravanti (Novara, 31 de maio de 1977) é um nadador italiano, duas vezes medalhista de ouro olímpico nos Jogos de Sydney em 2000.
Fioravanti foi o primeiro italiano a ganhar o ouro olímpico na natação.
Em 1995, participou no seu primeiro Campeonato Europeu. Em 1999, ele foi campeão europeu nos 100 metros peito. Em 2000, no Campeonato Europeu, ganhou a medalha de ouro ouro na mesma distância. Em 2001, conquistou a prata nos 100 metros peito e bronze nos 50 metros peito no Campeonato Mundial.
Em 2004 ele foi forçado a se aposentar da natação devido a uma anomalia genética no coração.